# Eschbach-au-Val
Eschbach-au-Val è un comune francese di 373 abitanti situato nel dipartimento dell'Alto Reno nella regione del Grand Est.

## Società

### Evoluzione demografica
Abitanti censiti